# Velocity Girl/Absolute Gravity
"Velocity Girl/Absolute Gravity" foi o terceiro single lançado pela banda de indie rock escocesa Snow Patrol.  Foi lançado como um b-side em 9 de Novembro de 1998 sobre a gravadora Jeepster Records, e tendo previamente aparecido em seu álbum Songs for Polarbears.

## Faixas
- 7" Vinil:[3]

A: "Velocity Girl" - 4:36
A: "Absolute Gravity" - 2:50
- Maxi CD:[4]

1. "Velocity Girl (edição da Sell Out)" - 3:57
2. "Absolute Gravity" - 2:50
3. "When You're Right, You're Right (Darth Vader Bringing In His Washing Mix)" - 3:31

## Paradas musicais
| Paradas (1998)   | Melhor posição |
| ---------------- | -------------- |
| UK Singles Chart | 177            |